# Paulo Eiró Gonsalves
Paulo Eiró Gonsalves (São Paulo, 27 de setembro de 1927 - São Paulo, 9 de setembro de 2010) foi médico pediatra e escritor brasileiro. 

## Biografia
Sobrinho bisneto do poeta abolicionista Paulo Eiró, filho de José Antonio Gonsalves, poeta, tupinólogo e secretário da cultura do estado de São Paulo no governo Júlio Prestes, e de Alice Gonsalves, aluna predileta de Pedro Alexandrino, Paulo Eiró Gonsalves nasceu no meio artístico, tendo, em sua infância, convivido com nomes como Monteiro Lobato.
Pediatra formado pela Faculdade de Medicina da USP em 1953, sempre esteve envolvido em estudos e meios alternativos ao tratamento à saúde, baseados na boa alimentação, na homeopatia e na qualidade de vida. 
Conhecido como Dr. Bororó pelos seus pequenos pacientes, casou-se em 1957 com Philomena, com quem teve quatro filhos: Paulo Junior, Maria Idati, Guaraci e Luís Jatir.
Escreveu 12 livros, entre eles “A Criança: Perguntas e Respostas”, que esteve entre os dez livros mais vendidos em 1971, e o “Livro dos Alimentos”, ganhador do Prêmio Jabuti de Literatura na categoria Ciências Naturais em 1993.

## Livros
1. A Criança: perguntas e respostas – Ed. Cultrix, 1971
2. Alternativas de Alimentação- Ed. Almed, 1984
3. Alimentação natural do bebê, da criança e do adolescente – Ed. Almed, 1986
4. Medicinas Alternativas: os tratamentos não convencionais (organizador) – Ed. Ibrasa, 1989
5. Livro dos Alimentos – Ed. Martins Fontes, 1992 – ganhador do Prêmio Jabuti de Literatura
6. Alimentos que curam - Ed. Ibrasa, 1996
7. Maus Hábitos Alimentares – Ágora, 2001
8. Frutas que curam –  Ed. MG, 2002
9. Tudo sobre a criança – Perguntas e respostas (organizador) - Ed. Ibrasa, 2003
10. Como eu como? - Ed. MG, 2004
11. O que é bom saber: sobre alimentos, exercícios, medicamentos naturais e terapias alternativas que previnem e curam doenças - Ed. MG, 2008
12. Como evitar doenças – previsto para 2011